# Nadia Terranova
Pour les articles homonymes, voir Terranova.
Nadia Terranova, née le 1er janvier 1978 à Messine (Italie), est une auteure italienne.

## Biographie
Née à Messine en 1978, Nadia Terranova vit et travaille à Rome. Après avoir obtenu son diplôme de philosophie à Messine et son doctorat à Catane, elle s'installe en 2003 à Rome et s'y consacre à l'écriture de son premier roman, Gli anni al contrario (it), publié en 2015 chez Einaudi. Le roman est accueilli positivement par le public et la critique, remportant de nombreux prix, dont le prix Bagutta, le prix Brancati et le prix americain The Bridge Book Award. En 2016, l'ouvrage est traduit en France.

## Œuvre

### Romans
- Gli anni al contrario (it), Torino, Einaudi, 2015  (ISBN 978-88-06-21731-0).
- Addio fantasmi, Torino, Einaudi, 2018  (ISBN 978-88-06-23745-5).

### Recueils de nouvelles
- Come una storia d'amore, Roma, Perrone, 2020  (ISBN 978-88-6004-523-2).

### Livres pour enfants
- Caro diario ti scrivo..., avec Patrizia Rinaldi, Casale Monferrato, Sonda, 2011  (ISBN 978-88-7106-617-2).
- Bruno. Il bambino che imparò a volare, Roma, Orecchio acerbo, 2012  (ISBN 978-88-96806-23-4).
- Storia d'agosto, di Agata e d'inchiostro, Casale Monferrato, Sonda, 2012  (ISBN 978-88-7106-655-4).
- Le Mille e una Notte raccontate da Nadia Terranova, Roma, La Nuova Frontiera junior, 2013  (ISBN 978-88-904773-4-8).
- Le nuvole per terra, San Dorligo della Valle, Einaudi Ragazzi, 2015  (ISBN 978-88-6656-262-7).
- Casca il mondo, Milano, Mondadori, 2016  (ISBN 978-88-04-66309-6).
- Omero è stato qui, Milano, Bompiani, 2019, illustrations de Vanna Vinci  (ISBN 978-88-452-9691-8).
- Aladino e la lampada magica, Roma, Orecchio Acerbo, 2020, illustrations de Lorenzo Mattotti.
- Non sono mai stata via. Vita in esilio di María Zambrano, Palermo, RueBallu, 2020, illustrations de Pia Valentinis.
- Il segreto, Milano, Mondadori, 2021,  (ISBN 9788804737605), illustrations de Mara Cerri

### Essais
- Un'idea di infanzia. Libri, bambini e altra letteratura, Trieste-Roma, Italo Svevo Editore, 2019  (ISBN 978-88-99028-39-8).

### Nouvelles dans les anthologies collectives
- Quello che hai amato (auteurs variés, édité par Violetta Bellocchio, Utet, 2015)
- Di cosa stiamo parlando? (auteurs variés, édité par Filippo La Porta, Enrico Damiani Editore, 2017)
- Che cosa ho in testa (auteurs variés, édité par Alberto Rollo, Baldini & Castoldi, 2017)
- Giovani Leoni (auteurs variés édité par Angelo Ferracuti e Marco Filoni, Minimum Fax, 2017)
- Parole Ostili (auteurs variés, édité par Loredana Lipperini, Laterza 2018)
- Alfabeto Camilleri (auteurs variés, édité par Paolo Di Paolo, Sperling & Kupfer, 2019)

### Avant-propos et introductions
- Roma Negata (de Igiaba Scego et Rino Bianchi, Ediesse, 2014)
- Orgoglio e pregiudizio (de Jane Austen, Mondadori, 2016)[5]
- Al buffet con la morte (de Anna Toscano, La Vita Felice, 2018)
- Company Parade (de Margaret Storm Jameson, Fazi Editore, 2019)[6]
- Fiabe Italiane (de Italo Calvino, illustrations de Emanuele Luzzati Mondadori, 2019)
- Favola del Castello senza tempo (de Gesualdo Bufalino, illustrations de Lucia Scuderi, Bompiani, 2020)

### Traduction
- Lettera all'insegnante di mio figlio (de Abraham Lincoln, Einaudi Ragazzi, 2019, illustrations de Giulia Rossi)

## Récompenses
- Prix Napoli dans la catégorie « Livres pour enfants et jeunes » et prix Laura Orvieto pour Bruno: il bambino che imparò a volare
- Premio Speciale Nisida-Roberto Dinacci (all'interno del "Morante Ragazzi" 2011[7] et Premio Nazionale di Letteratura per Ragazzi Mariele Ventre (2012, Sezione narrativa 12-16 anni)[8] pour Caro diario ti scrivo..., avec Patrizia Rinaldi.
- Premio Fiesole Narrativa Under 40[9], prix Bergamo[10], prix Bagutta (Sezione Opera Prima 2016)[11], The Bridge Book Award[12], prix Grotte della Gurfa (2015)[13],[14], prix Viadana (ex aequo avec Una storia quasi perfetta de Mariapia Veladiano)[15], prix Viadana Giovani (2016), et prix Brancati[16] pour Gli anni al contrario (it).
- Finaliste de la 73e édition du prix Strega, lauréate du prix Letterario Nazionale “Subiaco Città del Libro” 2019, du prix Alassio Centolibri, du prix Martoglio, du prix Penne et du prix "Mario La Cava" pour Addio Fantasmi[17].
- Finaliste de la 5e édition du prix Strega Ragazze e Ragazzi pour Omero è stato qui[18].
- Finaliste de la 91e édition du prix Viareggio pour Come una storia d'amore.

## Récompenses et distinctions
- (en) Nadia Terranova: Awards, sur l'Internet Movie Database